# Lance Laing
Lance Laing (Trelawny Parish, 28 febbraio 1988) è un ex calciatore giamaicano, di ruolo difensore.

## Carriera

### Nazionale
Tra il 2008 ed il 2015 ha giocato complessivamente 11 partite in nazionale, prendendo parte anche alla CONCACAF Gold Cup 2015 ed alla Copa América 2015.

## Palmarès

### Club

#### Competizioni nazionali
- Premier League: 2

Harbour View: 2007, 2010

#### Competizioni internazionali
- Campionato per club CFU: 1

Harbour View: 2007